# 栃木県民主医療機関連合会
栃木県民主医療機関連合会（とちぎけんみんしゅいりょうきかんれんごうかい）は、全日本民主医療機関連合会(民医連)の栃木県における地方組織。

## 概要
2020年6月現在、2医科診療所、2介護事業所、2保険薬局が加盟している。
事務局は栃木県宇都宮市宝木町2丁目2554－14医療生協介護サービス虹(栃木保健医療生活協同組合)2Ｆ。

## 加盟法人
(この節の出典)
- 栃木保健医療生活協同組合 - 宇都宮市宝木町2丁目2554-14 介護サービスセンター2階
  - 宇都宮協立診療所 - 宇都宮市宝木町2-1016-5
    - 標榜診療科（内科,呼吸器内科,循環器内科,消化器内科,アレルギー科,小児科,リハビリテーション科,放射線科）[2]

  - 生協ふたば診療所 - 宇都宮市双葉1-13-56
    - 標榜診療科（内科,消化器内科(胃腸内科),小児科,リハビリテーション科）[2]
- 株式会社栃木保健協働（薬局法人） - 宇都宮市宝木町2-1017-8
  - レインボー薬局　宝木店
  - レインボー薬局　ふたば店

## 奨学金制度
医学生、薬学生、看護学生に対する奨学金制度を設けている。